# Марк Осторий Скапула
Вижте пояснителната страница за други личности с името Марк Осторий Скапула.
Марк Осторий Скапула (на латински: Marcus Ostorius Scapula; † 66 г.) е политик и сенатор на Римската империя по времето на император Нерон.
Той е син на генерал Публий Осторий Скапула (суфектконсул вероятно 46 г. и управител на Британия 47 – 52 г.).
Марк служи при баща си в Британия. От юли до декември 59 г. той e суфектконсул заедно с Тит Секстий Африкан. Той е вероятно дядо на Марк Осторий Скапула (консул 99 г.).